# Tylophora labuanensis
Tylophora labuanensis är en oleanderväxtart som beskrevs av Rudolf Schlechter. Tylophora labuanensis ingår i släktet Tylophora och familjen oleanderväxter. Inga underarter finns listade i Catalogue of Life.